# Live Aid

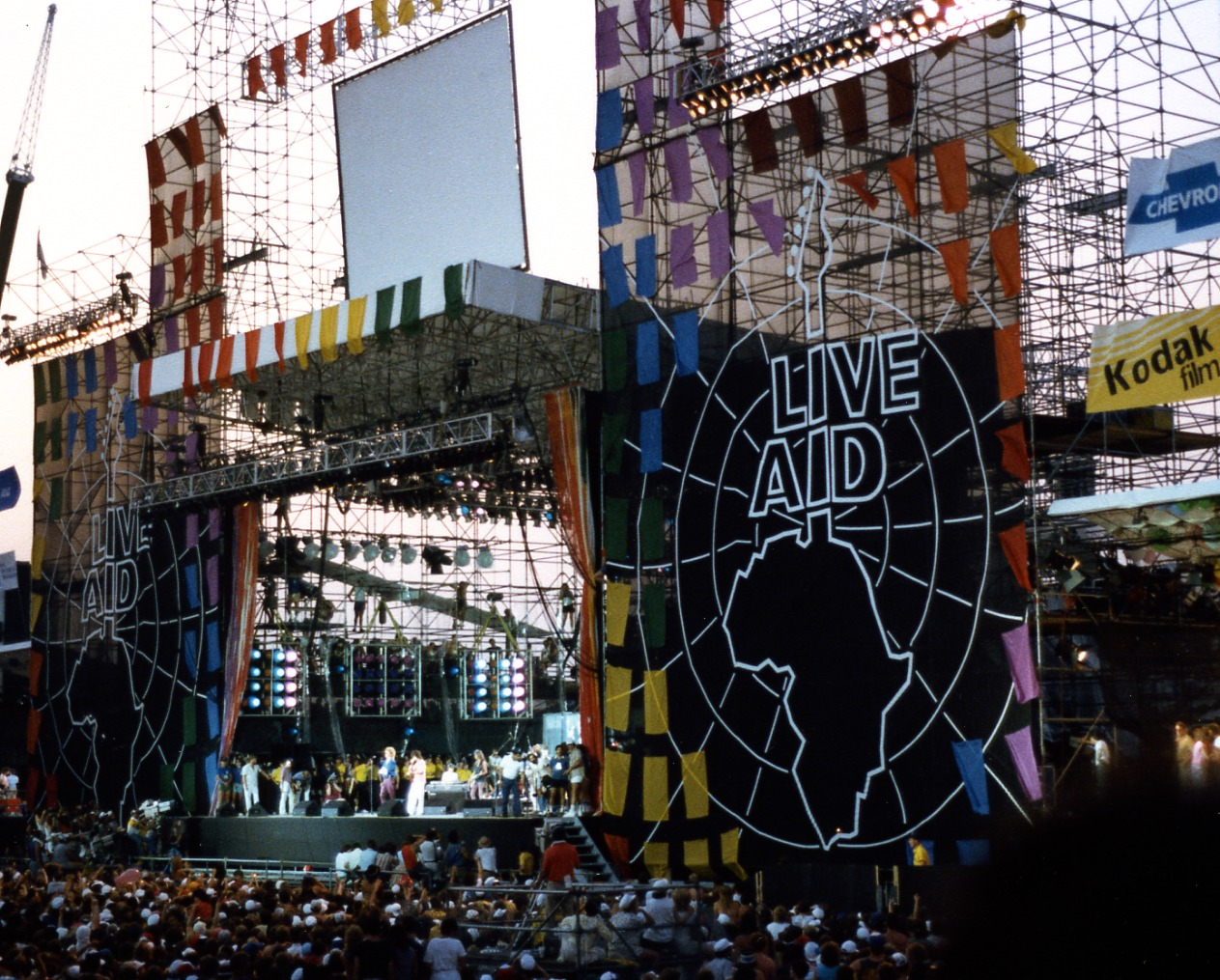
Koncert Live Aid w Filadelfii

Live Aid – dwa równoległe koncerty rockowe w Wielkiej Brytanii i Stanach Zjednoczonych, zorganizowane 13 lipca 1985 roku przez Boba Geldofa oraz Midge'a Ure'a w celu zebrania funduszy dla głodujących w Etiopii.

## Historia
Głównymi miejscami spektaklu był stadion Wembley w Londynie (mieszczący 72 000 ludzi) i stadion JFK w Filadelfii (mieszczący około 90 000 ludzi). Występy były organizowane także między innymi w Melbourne oraz Moskwie. Był to jeden z najchętniej oglądanych programów w historii. Oszacowano, iż występy przez telewizję oglądało na żywo 1,5 miliarda ludzi ze 100 krajów.
Występ zespołu Queen podczas Live Aid został uznany za najlepszy rockowy koncert w historii przez jurorów programu brytyjskiej stacji Channel 4 The World’s Greatest Gigs w 2005 roku. Jurorzy w uzasadnieniu werdyktu podkreślili, że wokalista Freddie Mercury nakłonił 72 tysiące widzów do klaskania w jednym tempie do rytmu utworu „Radio Ga Ga”.
Phil Collins, który wziął udział w koncertach na obydwu kontynentach, przeleciał pomiędzy Europą a Ameryką naddźwiękowym Concordem linii British Airways.

## Ważniejsi uczestnicy Live Aid

### Na stadionie Wembley
- Adam Ant
- David Bowie
- Phil Collins
- Elvis Costello
- Dire Straits
- Bryan Ferry (z Davidem Gilmourem[7])
- Elton John
- Howard Jones
- Nik Kershaw
- Paul McCartney
- Alison Moyet
- Queen
- Sade
- Spandau Ballet
- Status Quo
- Sting (z Branfordem Marsalisem)
- The Boomtown Rats
- The Who
- U2
- Ultravox
- Paul Young
- Wham!

### Na stadionie JFK
- Bryan Adams
- Black Sabbath
- Joan Baez
- Eric Clapton (w "White Room" P. Collins na perkusji)
- Crosby, Stills and Nash[8]
- Duran Duran
- Bob Dylan, Keith Richards, Ron Wood[9]
- Hall & Oates
- Judas Priest
- Kenny Loggins
- Led Zeppelin (na perkusji Tony Thompson i Phil Collins)
- Madonna
- Billy Ocean
- Tom Petty
- REO Speedwagon
- Rick Springfield
- Run-DMC
- Carlos Santana z Patem Metheny'm
- Simple Minds
- The Beach Boys
- The Cars
- The Pretenders
- Thompson Twins
- Tina Turner i Mick Jagger
- Neil Young

Zespoły  INXS i Men at Work wystąpiły w Melbourne, B.B. King w Hadze, a Cliff Richard w studio BBC, a ich występy transmitowano na żywo.
Niektórzy wykonawcy występowali solo i w duetach (np. Sting i Phil Collins, Madonna i Thompson Twins, Mick Jagger i Hall & Oates).

## Kontrowersje
Według BBC World Service część pieniędzy ze zbiórki trafiła do lewicowego, partyzanckiego Tigrajskiego Ludowego Frontu Wyzwolenia i posłużyła do zakupu broni. W 2010 roku BBC przyznała, że nie mają na to dowodów, ale brytyjski ambasador w Etiopii w latach 1982–1986, Brian Barder, utrzymuje, że mała część pomocy organizacji NGO faktycznie trafiała do rebeliantów.